# Air Bee
Air Bee S.p.A. era una compañía aérea italiana con sede en Roma actualmente en liquidación

## Flota
Actualmente la flota de Air Bee está compuesta de cinco aeronaves: 
- 5 McDonnell Douglas MD-82 de 164 plazas en clase única.

A 10-09-2008 anuncia que en un máximo de tres semanas a partir del 11-09 se suspenderán los vuelos
A 30-09-2008 se prorroga el final de la suspensión hasta el 23-10.
A 23-10-2008 se prorroga el final de la suspensión hasta el 6-11.
A 06-11-2008 se prorroga el final de la suspensión hasta el final del mes de noviembre.
A 15-12-2008  la asamblea societaria delibera sobre el estado de la liquidación.

## Destinos
- Aeropuerto de Bari-Palese
- Aeropuerto de Berlín-Tegel
- Aeropuerto de Brescia-Montichiari
- Aeropuerto de Crotone-Sant'Anna
- Aeropuerto de Milán-Linate
- Aeropuerto de Napoli-Capodichino
- Aeropuerto de Olbia-Costa Smeralda (estacional)
- Aeropuerto de Praga-Ruzyně
- Aeropuerto de Roma-Fiumicino
- Aeropuerto de Trapani-Birgi
- Aeropuerto de Venecia-Tessera